# Индустриализация в Казахстане
Индустриализа́ция в Казахстане — процесс форсированного наращивания промышленного потенциала Казахстана, осуществлявшийся в 2010—2022 годах с целью сокращения отставания экономики от развитых государств.

## История
В программе развития «Казахстан-2030», впервые озвученной в 1997 году в послании президента Казахстана Нурсултана Назарбаева народу Казахстана, была заявлена необходимость диверсификации производства, чтобы отходить от сырьевой структуры экономики:
Устойчивый рост нам поможет обеспечить диверсификация производства. Пока в условиях сильной конкуренции при либеральном импорте, идет процесс адаптации производств и целых отраслей к рынку, пока наша продукция, кроме сырья, не конкурентна на мировом рынке, мы все больше скатываемся к тяжеловесной сырьевой структуре производства, тогда как весь цивилизованный и развивающийся мир идет в прямо противоположном направлении. Падение производства и его регрессивная структура-вдвойне опасный фактор, который уже больше нельзя сбрасывать со счетов. Если свободный рынок будет действительно свободным, он создаст в стране новые производства. Наша задача - представить Казахстан в глазах мирового сообщества как привлекательное место для инвестиций, активно привлекать инвесторов в наиболее важные отрасли.
В 2008 году Казахстан испытал последствия Мирового экономического кризиса. За год ослаб экспортный потенциал страны, цена нефти упала в 4 раза, металлов — в 2 раза. Сильно обесценилась национальная валюта — тенге. Однако в 2009 году, через год после начала кризиса, рост экономики Казахстана составил 1,1 %, в промышленности — 1,7 %. В тот период по поручению президента правительство Казахстана разработало Государственную программу форсированного индустриально-инновационного развития (ГПФИИР) и Карту индустриализации страны. Президент поручил правительству сосредоточить усилия на 7 приоритетных отраслях: 1) агропромышленный комплекс и сельхозпереработка, 2) развитие строительной индустрии и производства стройматериалов, 3) развитие нефтепереработки и инфраструктуры нефтегазового сектора, 4) развитие металлургии и производства готовых металлических изделий, 5) ускоренное развитие химической, фармацевтической и оборонной промышленности, 6) энергетика, 7) развитие транспортной и телекоммуникационной инфраструктур.
С 2010 года началась первая индустриальная пятилетка в рамках ГПФИИР на 2010—2014 годы. В рамках проектов Карты индустриализации Казахстан начал выпускать более 500 новых видов продукции. Например, в машиностроении ТОО «Тұлпар Тальго» наладило производство пассажирских вагонов, АО «Локомотив құрастыру зауыты» — производство локомотивов, ТОО «Электровоз құрастыру зауыты» — производство электровозов, ТОО «Проммашкомплект» — производство стрелочных переводов, крестовин, колес цельнокатаных, ТОО «СарыАркаАвтопром» — производство автомобилей марки Ssang Yong модели Nomad, JAC, IVECO, Hyundai, Chevrolet Niva методом мелкоузловой сборки, АО «КАМАЗ-Инжиниринг» — производство грузовиков, самосвалов и спецтехники марки КамАЗ, АО «Кентауский трансформаторный завод» — производство электрических трансформаторов, ТОО «Карлскрона» — производство насосного оборудования и запорной арматуры, ТОО «Maker» — производство горнорудного оборудования.
Всего в первые 5 лет реализации ГПФИИР было запланировано реализовать 294 проекта на сумму 8,1 трлн тенге (более 40 % от ВВП страны), создать 161 тысячу рабочих мест и 207 тысяч — на период строительства.
Поддержка бизнесу оказывалась посредством таких инструментов, как льготные кредиты и лизинг, инновационные, экспортные гранты, сервисная поддержка. В рамках реализации второй ГПФИИР индустриализации проводились мероприятия по привлечению транснациональных корпораций в перерабатывающий сектор для создания экспортных товаров и выхода Казахстана на мировые рынки.
Политика индустриализации привела к тому, что в 2012 году Казахстан вошёл в число 50 стран мира с наибольшим объёмом ВВП экономики. В целом за годы реализации программы индустриализации введено порядка 1 300 проектов (в основном агропромышленный комплекс, строительная индустрия, машиностроение) на сумму 8 триллионов тенге и создано более 120 тысяч постоянных рабочих мест. Вклад обрабатывающего сектора в промышленность увеличился с 31,8 % в 2010 году до 36 % в конце 2018 года, его доля в ВВП составила 11,9 %.